# Габрник (Юршинці)
Габрник (словен. Gabrnik) — поселення в общині Юршинці, Подравський регіон‎, Словенія.